# Rigsstatistiker
Rigsstatistiker er titlen på formanden for Danmarks Statistiks bestyrelse og institutionens øverste daglige leder. Titlen blev oprettet i 1966 i forbindelse med en lovændring om organiseringen af det hidtidige Statistiske Departement, der samtidig blev omdøbt til Danmarks Statistik. Samme år blev N.V. Skak-Nielsen udnævnt til landets første rigsstatistiker.
Titlen er analog til titler som rigsantikvar og ældre tiders rigsembedsmænd.

## Danske rigsstatistikere
- N.V. Skak-Nielsen (1966-1988)
- Hans E. Zeuthen (1988-1995)
- Jan Plovsing (1995-2013)
- Jørgen Elmeskov (2013-2020)
- Birgitte Anker (2020-2024)
- Martin Ulrik Jensen (2024-)